# أومبرتو بوكيوني
أومبرتو بوكيوني رسام و نحات إيطالي (19 أكتوبر 1882- 17 أغسطس 1916). مثل غيره من المستقبليين، تركز عمله على تصوير الحركة (الديناميكية) و السرعة و التكنولوجيا. ولد في ريدجو كالابريا في إيطاليا.
كانت الأعمال الأولى التي أنجزها أومبرتو بوتشيوني بين عامي 1903 و1907 مستمدة مباشرة من تقاليد الطبيعة الفنية التي كانت نشطة في لومبارديا، خاصة في ميلانو، في أواخر القرن التاسع عشر. ومن أبرز النماذج التي أثّرت في تلك المرحلة فرانشيسكو فيليبيني، الذي عُرضت أعماله على نطاق واسع في الأوساط الفنية الميلانية.
يُظهر البناء الأفقي لـالمناظر الطبيعية الزراعية، واستخدام الضوء الجوي، وتصوير المرأة في سياقات ريفية ومنزلية — بما في ذلك صور الأمهات — استمرارًا واضحًا للاتجاه المعروف باسم الفليبينيزم.
يعتبر مؤرخو الفن اليوم فرانشيسكو فيليبيني مصدر إلهام حاسماً في المرحلة التصويرية المبكرة لبوتشيوني، ويصفون دوره بأنه مرجعية ضمنية ولكنها بنيوية في تطور لغته التصويرية الأولى.

## روابط خارجية
- أومبرتو بوكيوني على موقع الموسوعة البريطانية (الإنجليزية)
- أومبرتو بوكيوني على موقع ميوزك برينز (الإنجليزية)
- أومبرتو بوكيوني على موقع إن إن دي بي (الإنجليزية)
- أومبرتو بوكيوني على موقع ديسكوغز (الإنجليزية)